# Villiers-le-Sec (Nièvre)
Villiers-le-Sec ist eine französische Gemeinde mit 49 Einwohnern (Stand 1. Januar 2022) im Département Nièvre in der Region Bourgogne-Franche-Comté (vor 2016 Bourgogne). Sie gehört zum Arrondissement Clamecy und zum Kanton Clamecy (bis 2015 Varzy).

## Geographie
Villiers-le-Sec liegt etwa 56 Kilometer südsüdwestlich von Auxerre. Nachbargemeinden von Villiers-le-Sec sind Saint-Pierre-du-Mont im Norden, Cuncy-lès-Varzy im Süden und Osten sowie Varzy im Westen und Südwesten.
Durch die Gemeinde führt die Route nationale 151.

## Bevölkerungsentwicklung
| Jahr                       | 1962 | 1968 | 1975 | 1982 | 1990 | 1999 | 2006 | 2011 | 2016 |
| Einwohner                  | 57   | 59   | 53   | 44   | 40   | 41   | 48   | 51   | 49   |
| Quellen: Cassini und INSEE |      |      |      |      |      |      |      |      |      |